# Златният ешелон
„Златният ешелон“ (на руски: Золотой эшелон) е съветски военен филм от 1959 година на режисьора Иля Гурин.

## Сюжет
1919 година. В Сибир бушува гражданската война. Възползвайки се от хаоса, адмирал Александър Колчак (Александър Шатов) се опитва да изнесе зад граница част от златния запас на империята. В последния момент болшевиките разбират за намеренията му. Те решават да превземат ешелона, но не успяват да подготвят операцията на време. Но все още съществува шанс. Ситуацията може да бъде спасена от Надя (Елена Добронравова), в която е влюбен началникът на влака. Няколко километра преди границата железопътната линия се превръща в арена на сражение между белогвардейци и червеноармейци.

## В ролите
- Василий Шукшин като Андрей Низовцев
- Елена Добронравова като Надя
- Харий Лиепинш като Ищван
- Павел Усовниченко като Биликин
- Степан Крийлов като Никанор Иванович
- Валентина Беляева като Серафина Ивановна, майката на Надя
- Аркадий Трусов като Липат
- Сюй Сяо Чжун като Ли Чан
- Михаил Зимин като Ромашкин
- Валентин Грачьов като Тишка
- Анатолий Юшко като Черних
- Александър Толстих като Крутиков
- Пьотр Вишняков като Желтков
- Виктор Колцов като Семицветов
- Олга Жизнева като Семицветова
- Михаил Козаков като Черемисов
- Евгений Кузнецов като Белокопитов
- Сергей Папов като генерал Жанен
- Алексей Краснополский като генерал Нокс
- Александър Шатов като адмирал Колчак